# Mariano Fernández Urresti
Mariano Fernández Urresti (nacido en Santander, Cantabria,  es un historiador y escritor español, residente en Santillana del Mar. 

## Biografía
Mariano F. Urresti es licenciado en Historia. Nacido en Santander, ha sido asesor del Consejo de RTVE en Cantabria. Es autor de más de treinta libros. Sus más recientes ensayos son "Felipe II y el templo del rey Salomón" y "Recuerda Sefarad. Magia, vida y muerte en la aljama", con el que obtuvo el Premio Internacional de Divulgación Histórica Juan Antonio Cebrián en 2023. Su última novela es "La Hermandad de la Atlántida" (una historia que comienza con un suceso histórico real: la expedición de científicos nazis al Tíbet en 1938. Se trata de una novela trepidante, donde la arqueología y el mito o realidad de la Atlántida conducen finalmente al lector a un simposio de historiadores celebrado en la aldea de El Rocío, en Huelva, donde varios de los participantes son asesinados). Su anterior novela fue   "Inmortal" (una historia a camino entre dos épocas, el Londres victoriano y la época actual, en la que se que se recrea el mundo que rodeó a Bram Stoker y a James Mathew Barrie para escribir sus obras "Drácula" y "Peter Pan")
```
Ha ganado el Premio de Novela Ciudad de Jaén con su obra "El enigma Dickens", y su novela "Agatha escribía con sangre" fue una de las cinco seleccionadas por el Festival Internacional de Cine de Sitges 2017 para poder ser llevada a la gran pantalla. Es autor del best seller "Las violetas del Círculo Sherlock" y de novelas como "La espada del diablo", "Los fantasmas de Bécquer" y "La tumba de Verne", entre otras.
```

Además, es autor de ensayos como "Los templarios y el secreto de las catedrales", "Crónica negra del Grial", "Las claves del Código da Vinci", o "La España expulsada", libro con el que obtuvo el Premio Finis Terrae de Ensayo Histórico.
Página web: https://marianofernandezurresti.com/
https://www.facebook.com/mariano.fernandezurresti/